# Campeonato Metropolitano 1977 (Argentina)
El llamado Torneo Metropolitano 1977 fue el quincuagésimo noveno de la era profesional y el primero de los dos disputados ese año organizados por la AFA, en lo que constituyó la cuadragésima séptima  temporada del fútbol profesional en la Primera División de Argentina. Comenzó el 20 de febrero, finalizó el 13 de noviembre, y se disputó utilizando el sistema de todos contra todos, en dos ruedas.
Con 23 equipos, fue el certamen regular con mayor número de participantes del fútbol profesional hasta el campeonato de 2015. Debieron jugarse un total de 46 fechas, lo que lo hizo el campeonato más extenso.
El ganador fue el Club Atlético River Plate, que se consagró campeón en la última fecha. Clasificó de esta manera a la Copa Libertadores 1978.
Asimismo, se estableció el descenso directo de tres equipos, los que quedaron marginados del siguiente Torneo Nacional, del que participaron todos los demás.

## Ascensos y descensos
| Pos    | Equipos ascendidos |
| ------ | ------------------ |
| 1.º PT | Platense           |
| 1.º ST | Lanús              |

| Pos       | Equipo descendido en la temporada 1976 |
| --------- | -------------------------------------- |
| 10.º Desc | San Telmo                              |

De esta manera, participantes aumentaron a 23.

## Equipos
| Equipo             | Ciudad       |
| ------------------ | ------------ |
| All Boys           | Buenos Aires |
| Argentinos Juniors | Buenos Aires |
| Atlanta            | Buenos Aires |
| Banfield           | Banfield     |
| Boca Juniors       | Buenos Aires |
| Chacarita Juniors  | Villa Maipú  |
| Colón              | Santa Fe     |
| Estudiantes        | La Plata     |
| Ferro Carril Oeste | Buenos Aires |
| Gimnasia y Esgrima | La Plata     |
| Huracán            | Buenos Aires |
| Independiente      | Avellaneda   |
| Lanús              | Lanús Este   |
| Newell's Old Boys  | Rosario      |
| Platense           | Florida      |
| Quilmes            | Quilmes      |
| Racing Club        | Avellaneda   |
| River Plate        | Buenos Aires |
| Rosario Central    | Rosario      |
| San Lorenzo        | Buenos Aires |
| Temperley          | Turdera      |
| Unión              | Santa Fe     |
| Vélez Sarsfield    | Buenos Aires |

### Distribución geográfica de los equipos
| Región                 | Cant. | Equipos |
| ---------------------- | ----- | --- |
| Ciudad de Buenos Aires | 9     | All Boys, Argentinos Juniors, Atlanta, Boca Juniors, Ferro Carril Oeste, Huracán, River Plate, San Lorenzo y Vélez Sarsfield |
| Conurbano bonaerense   | 8     | Banfield, Chacarita Juniors, Independiente, Lanús, Platense, Quilmes, Racing Club y Temperley                                |
| Provincia de Santa Fe  | 4     | Colón, Newell's Old Boys, Rosario Central y Unión                                                                            |
| Ciudad de La Plata     | 2     | Estudiantes y Gimnasia y Esgrima                                                                                             |

## Tabla de posiciones final
| Pos. | Equipo                  | Pts. | PJ | PG | PE | PP | GF | GC | Dif. |
| ---- | ----------------------- | ---- | -- | -- | -- | -- | -- | -- | ---- |
| 1.º  | River Plate             | 63   | 44 | 25 | 13 | 6  | 83 | 46 | 37   |
| 2.º  | Independiente           | 61   | 44 | 23 | 15 | 6  | 82 | 47 | 35   |
| 3.º  | Vélez Sarsfield         | 56   | 44 | 19 | 18 | 7  | 65 | 48 | 17   |
| 4.º  | Boca Juniors            | 53   | 44 | 22 | 9  | 13 | 67 | 45 | 22   |
| 5.º  | Colón                   | 53   | 44 | 20 | 13 | 11 | 74 | 57 | 17   |
| 6.º  | Rosario Central         | 52   | 44 | 19 | 14 | 11 | 60 | 35 | 25   |
| 7.º  | Newell's Old Boys       | 46   | 44 | 17 | 12 | 15 | 69 | 58 | 11   |
| 8.º  | Huracán                 | 44   | 44 | 14 | 16 | 14 | 56 | 59 | −3   |
| 9.º  | Argentinos Juniors      | 43   | 44 | 14 | 15 | 15 | 61 | 61 | 0    |
| 10.º | Unión                   | 42   | 44 | 12 | 18 | 14 | 57 | 55 | 2    |
| 11.º | Estudiantes (LP)        | 42   | 44 | 13 | 16 | 15 | 60 | 61 | −1   |
| 12.º | Banfield                | 41   | 44 | 13 | 15 | 16 | 48 | 50 | −2   |
| 13.º | Racing Club             | 41   | 44 | 13 | 15 | 16 | 43 | 47 | −4   |
| 14.º | San Lorenzo             | 41   | 44 | 14 | 13 | 17 | 46 | 56 | −10  |
| 15.º | Gimnasia y Esgrima (LP) | 40   | 44 | 15 | 10 | 19 | 75 | 76 | −1   |
| 16.º | Chacarita Juniors       | 40   | 44 | 12 | 16 | 16 | 53 | 62 | −9   |
| 17.º | Atlanta                 | 40   | 44 | 15 | 10 | 19 | 52 | 65 | −13  |
| 18.º | Quilmes                 | 40   | 44 | 12 | 16 | 16 | 51 | 64 | −13  |
| 19.º | All Boys                | 39   | 44 | 11 | 17 | 16 | 50 | 67 | −17  |
| 20.º | Platense                | 38   | 44 | 10 | 18 | 16 | 48 | 66 | −18  |
| 20.º | Lanús                   | 38   | 44 | 11 | 16 | 17 | 43 | 54 | −11  |
| 22.º | Temperley               | 36   | 44 | 13 | 10 | 21 | 56 | 75 | −19  |
| 23.º | Ferro Carril Oeste      | 23   | 44 | 5  | 13 | 26 | 50 | 95 | −45  |

|  | Campeón.                           |
|  | Ganó el desempate por el descenso. |
|  | Descendió a la Segunda división.   |

### Desempate por el descenso
| Partido                                | Partido       | Partido  | Partido      | Partido         |
| Equipo 1                               | Resultado     | Equipo 2 | Estadio      | Fecha           |
| -------------------------------------- | ------------- | -------- | ------------ | --------------- |
| Platense                               | (8) 0 - 0 (7) | Lanús    | El Gasómetro | 16 de noviembre |
| Lanús descendió a la segunda división. |               |          |              |                 |

## Resultados
| Todos los partidos disputados |
| --- |
| Fecha 1 20 de febrero River Plate 6-2 Temperley Argentinos Juniors 1-2 Quilmes Banfield 1-2 Huracán Atlanta 2-0 Rosario Central Newell's Old Boys 1-0 Platense Estudiantes (LP) 1-1 Colón Unión 4-1 Gimnasia (LP) Racing Club 1-0 Chacarita Juniors San Lorenzo 2-1 Ferro Lanús 4-0 All Boys Vélez Sársfield 2-2 Boca Juniors Fecha 2 4 de marzo Temperley 4 - San Lorenzo 2 6 de marzo All Boys 1 - Atlanta 1 Quilmes 1 - Unión 1 Boca Juniors 2 - Banfield 1 Huracán 2 - Estudiantes (LP) 2 Gimnasia (LP) 2 - River Plate 3 Rosario Central 2 - Independiente 2 Chacarita Juniors 4 - Newell's Old Boys 4 Ferro 2 - Vélez Sársfield 4 Platense 3 - Argentinos Juniors 3 Colón 1 - Lanús 2 Fecha 3 11 de marzo Independiente 1 - All Boys 1 13 de marzo River Plate 3 - Quilmes 1 Newell's Old Boys 1 - Racing Club 0 Unión 1 - Platense 1 Vélez Sársfield 2 - Temperley 1 Atlanta 1 - Colón 1 San Lorenzo 0 - Gimnasia (LP) 0 Banfield 3 - Ferro 2 Argentinos Juniors 2 - Chacarita Juniors 1 Estudiantes (LP) 2 - Boca Juniors 0 Lanús 1 - Huracán 1 Fecha 4 20 de marzo Platense 2 - River Plate 5 Quilmes 0 - San Lorenzo 0 Huracán 0 - Atlanta 1 Racing Club 2 - Argentinos Juniors 1 Gimnasia (LP) 5 - Vélez Sársfield 1 Ferro 1 - Estudiantes (LP) 2 Chacarita Juniors 1 - Unión 1 Temperley 0 - Banfield 1 Colón 2 - Independiente 1 Boca Juniors 2 - Lanús 0 All Boys 0 - Rosario Central 0 Fecha 5 25 de marzo River Plate 1 - Chacarita Juniors 1 27 de marzo Vélez Sársfield 1 - Quilmes 1 Unión 1 - Racing Club 1 Lanús 1 - Ferro 1 Atlanta 1 - Boca Juniors 0 Independiente 1 - Huracán 1 San Lorenzo 0 - Platense 0 Rosario Central 1 - Colón 1 Banfield 5 - Gimnasia (LP) 1 Estudiantes (LP) 5 - Temperley 2 Argentinos Juniors 3 - Newell's Old Boys 1 Fecha 6 1 de abril Huracán 2 - Rosario Central 1 3 de abril Racing Club 2 - River Plate 3 Temperley 1 - Lanús 4 Quilmes 2 - Banfield 2 Newell's Old Boys 2 - Unión 1 Gimnasia (LP) 3 - Estudiantes (LP) 2 Platense 0 - Vélez Sársfield 2 Colón 4 - All Boys 3 Chacarita Juniors 1 - San Lorenzo 1 Boca Juniors 3 - Independiente 2 Ferro 1 - Atlanta 2 Fecha 7 7 de abril River Plate 1 - Newell's Old Boys 1 Banfield 1 - Platense 1 Vélez Sársfield 3 - Chacarita Juniors 1 Unión 1 - Argentinos Juniors 1 All Boys 1 - Huracán 0 San Lorenzo 1 - Racing Club 1 Estudiantes (LP) 1 - Quilmes 3 Independiente 4 - Ferro 2 Atlanta 5 - Temperley 2 Rosario Central 1 - Boca Juniors 0 Lanús 1 - Gimnasia (LP) 0 Fecha 8 9 de abril Boca Juniors 5 - All Boys 1 10 de abril Argentinos Juniors 0 - River Plate 2 Temperley 1 - Independiente 1 Quilmes 4 - Lanús 0 Ferro 1 - Rosario Central 8 Gimnasia (LP) 4 - Atlanta 1 Racing Club 1 - Vélez Sársfield 2 Chacarita Juniors 0 - Banfield 1 Newell's Old Boys 2 - San Lorenzo 0 Huracán 1 - Colón 1 Platense 2 - Estudiantes (LP) 2 Fecha 9 15 de abril Independiente 6 - Gimnasia (LP) 2 17 de abril River Plate 5 - Unión 3 Banfield 0 - Racing Club 0 Atlanta 0 - Quilmes 2 Estudiantes (LP) 4 - Chacarita Juniors 2 Rosario Central 4 - Temperley 0 All Boys 3 - Ferro 1 San Lorenzo 2 - Argentinos Juniors 1 Lanús 0 - Platense 1 Vélez Sársfield 2 - Newell's Old Boys 0 Colón 1 - Boca Juniors 1 Fecha 10 22 de abril Racing Club 3 - Estudiantes (LP) 1 24 de abril Boca Juniors 1 - Huracán 1 Quilmes 0 - Independiente 0 Chacarita Juniors 0 - Lanús 1 Unión 3 - San Lorenzo 0 Platense 2 - Atlanta 2 Ferro 1 - Colón 3 Argentinos Juniors 3 - Vélez Sársfield 0 Gimnasia (LP) 0 - Rosario Central 2 Newell's Old Boys 4 - Banfield 0 Temperley 1 - All Boys 2 Fecha 11 4 de mayo San Lorenzo 1 - River Plate 3 All Boys 2 - Gimnasia (LP) 1 Estudiantes (LP) 2 - Newell's Old Boys 3 Atlanta 1 - Chacarita Juniors 0 Lanús 1 - Racing Club 2 Colón 2 - Temperley 0 Independiente 5 - Platense 1 Huracán 2 - Ferro 0 Banfield 2 - Argentinos Juniors 1 Vélez Sársfield 3 - Unión 2 Rosario Central 2 - Quilmes 0 Fecha 12 6 de mayo River Plate 1 - Vélez Sársfield 2 8 de mayo Unión 2 - Banfield 0 Platense 2 - Rosario Central 0 Argentinos Juniors 1 - Estudiantes (LP) 0 Newell's Old Boys 0 - Lanús 1 Racing Club 2 - Atlanta 2 Gimnasia (LP) 2 - Colón 0 Chacarita Juniors 0 - Independiente 3 Quilmes 4 - All Boys 4 Temperley 2 - Huracán 1 Ferro 1 - Boca Juniors 0 Fecha 13 15 de mayo Banfield 1 - River Plate 2 Atlanta 1 - Newell's Old Boys 1 All Boys 1 - Platense 1 Estudiantes (LP) 1 - Unión 1 Independiente 0 - Racing Club 0 Vélez Sársfield 0 - San Lorenzo 1 Lanús 1 - Argentinos Juniors 1 Huracán 1 - Gimnasia (LP) 0 Rosario Central 2 - Chacarita Juniors 4 Boca Juniors 3 - Temperley 1 Colón 4 - Quilmes 0 Fecha 14 20 de mayo Racing Club 0 - Rosario Central 0 22 de mayo Newell's Old Boys 1 - Independiente 2 Gimnasia (LP) 1 - Boca Juniors 4 Quilmes 2 - Huracán 1 Argentinos Juniors 5 - Atlanta 2 River Plate 2 - Estudiantes (LP) 2 Unión 1 - Lanús 1 San Lorenzo 0 - Banfield 2 Chacarita Juniors 3 - All Boys 2 Temperley 1 - Ferro 2 Platense 2 - Colón 2 Fecha 15 25 de mayo Lanús 0 - River Plate 2 Banfield 2 - Vélez Sársfield 3 Colón 2 - Chacarita Juniors 1 Independiente 0 - Argentinos Juniors 2 Huracán 1 - Platense 1 Atlanta 1 - Unión 0 Ferro 0 - Gimnasia (LP) 1 Boca Juniors 4 - Quilmes 1 Estudiantes (LP) 2 - San Lorenzo 0 Rosario Central 1 - Newell's Old Boys 1 27 de mayo All Boys 1 - Racing Club 0 Fecha 16 17 de julio Quilmes 2 - Ferro 3 River Plate 2 - Atlanta 1 Platense 1 - Boca Juniors 2 Argentinos Juniors 1 - Rosario Central 0 Chacarita Juniors 1 - Huracán 0 Newell's Old Boys 4 - All Boys 0 Gimnasia (LP) 1 - Temperley 1 Racing Club 2 - Colón 0 Unión 1 - Independiente 2 Vélez Sársfield 3 - Estudiantes (LP) 2 San Lorenzo 1 - Lanús 0 Fecha 17 22 de julio Atlanta 0 - San Lorenzo 1 24 de julio Independiente 2 - River Plate 1 Rosario Central 1 - Unión 1 Temperley 1 - Quilmes 1 Estudiantes (LP) 2 - Banfield 0 Colón 1 - Newell's Old Boys 0 Ferro 2 - Platense 1 Huracán 0 - Racing Club 2 All Boys 3 - Argentinos Juniors 4 Boca Juniors 3 - Chacarita Juniors 1 Lanús 0 - Vélez Sársfield 0 Fecha 18 27 de julio River Plate 0 - Rosario Central 0 Vélez Sársfield 3 - Atlanta 0 Racing Club 0 - Boca Juniors 3 Newell's Old Boys 0 - Huracán 0 San Lorenzo 0 - Independiente 0 Banfield 1 - Lanús 1 Platense 2 - Temperley 0 Argentinos Juniors 2 - Colón 0 Unión 3 - All Boys 2 Chacarita Juniors 1 - Ferro 0 Quilmes 2 - Gimnasia (LP) 1 Fecha 19 29 de julio Independiente 0 - Vélez Sársfield 0 31 de julio All Boys 2 - River Plate 1 Huracán 0 - Argentinos Juniors 3 Lanús 0 - Estudiantes (LP) 1 Colón 2 - Unión 1 Atlanta 1 - Banfield 0 Rosario Central 1 - San Lorenzo 0 Ferro 1 - Racing Club 2 Temperley 0 - Chacarita Juniors 2 Boca Juniors 0 - Newell's Old Boys 0 Gimnasia (LP) 1 - Platense 2 Fecha 20 5 de agosto River Plate 0 - Colón 0 7 de agosto Argentinos Juniors 0 - Boca Juniors 1 Estudiantes (LP) 2 - Atlanta 0 Chacarita Juniors 1 - Gimnasia (LP) 3 Unión 2 - Huracán 2 San Lorenzo 0 - All Boys 0 Racing Club 2 - Temperley 3 Banfield 1 - Independiente 0 Vélez Sársfield 3 - Rosario Central 0 Platense 3 - Quilmes 2 Newell's Old Boys 4 - Ferro 1 Fecha 21 10 de agosto Huracán 0 - River Plate 2 All Boys 2 - Vélez Sársfield 2 Boca Juniors 1 - Unión 0 Independiente 2 - Estudiantes (LP) 1 Temperley 1 - Newell's Old Boys 0 Gimnasia (LP) 2 - Racing Club 0 Colón 1 - San Lorenzo 1 Quilmes 1 - Chacarita Juniors 1 Rosario Central 2 - Banfield 0 Ferro 2 - Argentinos Juniors 2 Atlanta 1 - Lanús 0 Fecha 22 12 de agosto Chacarita Juniors 1 - Platense 1 14 de agosto River Plate 1 - Boca Juniors 1 Vélez Sársfield 2 - Colón 0 Lanús 0 - Independiente 2 Racing Club 1 - Quilmes 0 Argentinos Juniors 0 - Temperley 0 Banfield 1 - All Boys 0 Estudiantes (LP) 1 - Rosario Central 1 Unión 1 - Ferro 1 San Lorenzo 2 - Huracán 2 Newell's Old Boys 3 - Gimnasia (LP) 2 Fecha 23 17 de agosto Ferro 1 - River Plate 1 Platense 0 - Racing Club 0 Colón 1 - Banfield 0 Quilmes 0 - Newell's Old Boys 1 Independiente 3 - Atlanta 1 All Boys 0 - Estudiantes (LP) 0 Gimnasia (LP) 0 - Argentinos Juniors 0 Temperley 0 - Unión 0 Boca Juniors 1 - San Lorenzo 2 Huracán 1 - Vélez Sársfield 1 Rosario Central 3 - Lanús 1 Fecha 24 21 de agosto Temperley 1 - River Plate 0 Chacarita Juniors 0 - Racing Club 0 Platense 1 - Newell's Old Boys 0 All Boys 2 - Lanús 1 Ferro 1 - San Lorenzo 2 Huracán 0 - Banfield 1 Rosario Central 2 - Atlanta 0 Colón 4 - Estudiantes (LP) 0 Quilmes 2 - Argentinos Juniors 2 Boca Juniors 2 - Vélez Sársfield 1 Gimnasia (LP) 2 - Unión 1 Fecha 25 26 de agosto Estudiantes (LP) 0 - Huracán 0 28 de agosto Atlanta 0 - All Boys 1 San Lorenzo 1 - Temperley 0 Newell's Old Boys 1 - Chacarita Juniors 1 Banfield 0 - Boca Juniors 1 River Plate 1 - Gimnasia (LP) 0 Lanús 1 - Colón 1 Unión 2 - Quilmes 0 Vélez Sársfield 3 - Ferro 0 Independiente 1 - Rosario Central 2 Argentinos Juniors 0 - Platense 1 Fecha 26 2 de septiembre Platense 1 - Unión 0 4 de septiembre Temperley 0 - Vélez Sársfield 0 Ferro 1 - Banfield 1 Huracán 2 - Lanús 0 All Boys 1 - Independiente 1 Quilmes 1 - River Plate 3 Colón 3 - Atlanta 2 Racing Club 3 - Newell's Old Boys 1 Gimnasia (LP) 2 - San Lorenzo 2 Chacarita Juniors 2 - Argentinos Juniors 2 Boca Juniors 1 - Estudiantes (LP) 0 Fecha 27 7 de septiembre River Plate 4 - Platense 1 Unión 2 - Chacarita Juniors 2 Vélez Sársfield 1 - Gimnasia (LP) 3 Lanús 2 - Boca Juniors 0 Banfield 1 - Temperley 1 Estudiantes (LP) 1 - Ferro 1 Argentinos Juniors 1 - Racing Club 1 San Lorenzo 4 - Quilmes 0 Independiente 2 - Colón 1 Atlanta 3 - Huracán 2 Rosario Central 1 - All Boys 0 Fecha 28 9 de septiembre Boca Juniors 2 - Atlanta 2 11 de septiembre Quilmes 1 - Vélez Sársfield 0 14 de septiembre Chacarita Juniors 0 - River Plate 1 Platense 3 - San Lorenzo 1 Ferro 2 - Lanús 2 Colón 0 - Rosario Central 1 Gimnasia (LP) 1 - Banfield 1 Temperley 2 - Estudiantes (LP) 1 Newell's Old Boys 5 - Argentinos Juniors 0 Huracán 1 - Independiente 3 Racing Club 1 - Unión 1 Fecha 29 16 de septiembre River Plate 1 - Racing Club 0 Rosario Central 1 - Huracán 1 Independiente 0 - Boca Juniors 0 Banfield 0 - Quilmes 0 Unión 2 - Newell's Old Boys 0 All Boys 1 - Colón 0 Estudiantes (LP) 1 - Gimnasia (LP) 1 Atlanta 5 - Ferro 1 Lanús 3 - Temperley 2 Vélez Sársfield 5 - Platense 1 San Lorenzo 1 - Chacarita Juniors 2 Fecha 30 18 de septiembre Newell's Old Boys 2 - River Plate 2 Huracán 1 - All Boys 0 Quilmes 1 - Estudiantes (LP) 1 Chacarita Juniors 0 - Vélez Sársfield 0 Boca Juniors 0 - Rosario Central 2 Argentinos Juniors 0 - Unión 0 Platense 0 - Banfield 0 Ferro 0 - Independiente 2 Racing Club 3 - San Lorenzo 1 Temperley 4 - Atlanta 0 Gimnasia (LP) 1 - Lanús 2 Fecha 31 23 de septiembre River Plate 2 - Argentinos Juniors 1 Rosario Central 1 - Ferro 2 San Lorenzo 2 - Newell's Old Boys 1 Colón 6 - Huracán 3 Lanús 1 - Quilmes 1 Banfield 1 - Chacarita Juniors 2 Estudiantes (LP) 3 - Platense 0 Independiente 3 - Temperley 2 Vélez Sársfield 2 - Racing Club 1 All Boys 1 - Boca Juniors 0 Atlanta 1 - Gimnasia (LP) 1 |

## Descensos y ascensos
Lanús, Temperley y Ferro Carril Oeste descendieron a Primera B, por lo que, con el ascenso de Estudiantes (BA), el número de equipos participantes del Campeonato Metropolitano 1978 se redujo a 21.

## Goleadores
| Jugador              | Jugador          | Goles | Equipo             |
| -------------------- | ---------------- | ----- | ------------------ |
| Bandera de Argentina | Carlos Álvarez   | 27    | Argentinos Juniors |
| Bandera de Argentina | Sergio Robles    | 24    | Newell's Old Boys  |
| Bandera de Argentina | Roque Avallay    | 22    | Chacarita Juniors  |
| Bandera de Argentina | Daniel Bertoni   | 22    | Independiente      |
| Bandera de Argentina | Pedro Roldán     | 22    | Vélez Sarsfield    |
| Bandera de Argentina | Víctor Marchetti | 21    | River Plate        |